# Motorik
El término alemán motorik hace referencia a un patrón rítmico basado en valores iguales, con una pulsación regular, mecánica y repetitiva. 
Dentro de la música clásica es un concepto rítmico empleado frecuentemente para describir algunos aspectos de la música barroca, y en especial de los movimientos rápidos de Johann Sebastian Bach, pero sobre todo ha sido adoptado como patrón rítmico dentro de la música clásica del siglo XX  por compositores como Paul Hindemith y otros compositores del neoclasicismo.
En la música popular, motorik también ha sido empleado por periodistas musicales para describir el ritmo de 4/4 tiempos utilizado habitualmente por bandas del género musical krautrock como Neu! y Kraftwerk. El término "motorik" significa "psicomotricidad" en alemán, aunque el significado dado periodísticamente podría ser más bien una derivación o modificación de "motoric", expresión utilizada muchas veces por críticos musicales para describir un incesante ostinato rítmico.[cita requerida]
El término quizá deriva de la repetitiva aunque fluida sensación del ritmo, que ha sido comparada con la experiencia de conducir en una autopista. En ese sentido, el ritmo motorik es utilizado en una sección del tema  "Autobahn" de Kraftwerk, canción diseñada para celebrar exactamente esa experiencia. Aunque suele mencionarse la influencia de The Velvet Underground sobre Kraftwerk con frecuencia, se ha señalado la percusión de Mo Tucker como "proto motorik".
El ritmo motorik sigue un compás de 4/4 y un ritmo moderado. El patrón se repite en cada compás durante toda la canción. Un golpe de platillo suele sonar en el compás inicial de una estrofa o estribillo.
El patrón básico es como sigue:[cita requerida]
| Beat   | 1 | 2 | 3 | 4 | 1 | 2 | 3 | 4 |
| Kick   | x | x | - | x | x | x | - | x |
| Snare  | - | - | x | - | - | - | x | - |
| Hi hat | x | x | x | x | x | x | x | x |